# Parque Sauzalito
El Parque Sauzalito se encuentra ubicado en el sector de Ciudad Salitre en Bogotá, específicamente en la Avenida La Esperanza, Diagonal 22 frente al Terminal de Transportes de Bogotá. Se caracteriza por tener amplias zonas verdes, salones para eventos y actividades de recreación dirigida.

## Características
En sus terrenos se encuentra una piscina cubierta climatizada, campos de tenis, ciclorutas, canchas múltiples de baloncesto, voleibol y futsal, pistas de patinaje y un parque infantil. La piscina se encuentra en la diagonal 22B #68D-43.
Los domingos y días de fiesta se realizan actividades especiales y talleres creativos. Igualmente existe un plan de lectura llamado "Paraderos para libros", en donde es posible alquilar un libro. 
De manera regular se organiza la llamada "Recreovía nocturna". Es una actividad organizada por el Instituto Distrital de Recreación y Deporte y la Alcaldía Mayor de Bogotá. Consiste en actividades físicas organizadas para todos los residentes de la zona sin importar la edad.